# Addis Abebas centralstation

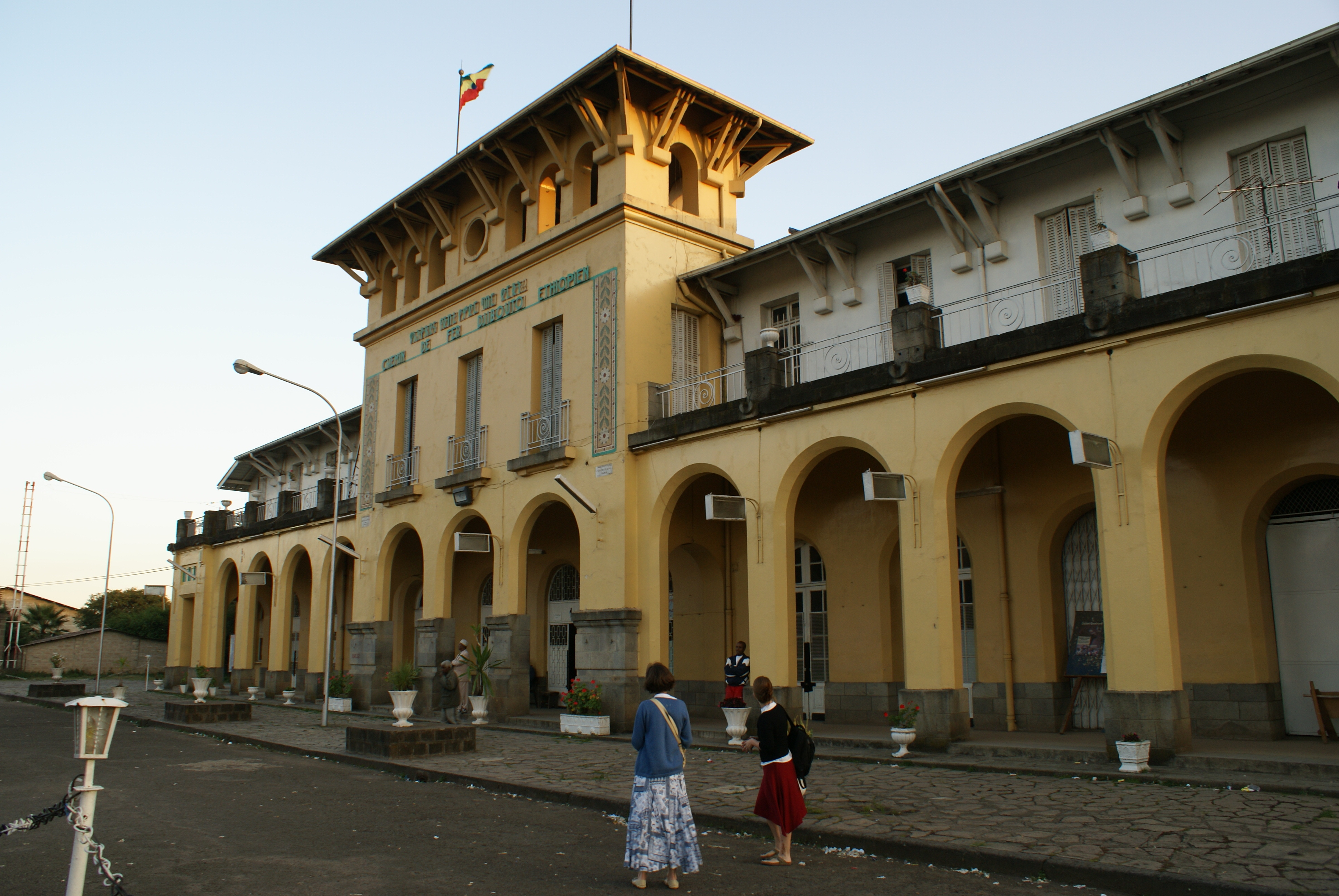
Addis Abeba C en tidig kväll, 2008.

Addis Abebas centralstation (Addis Abeba C) var Etiopiens största järnvägsstation. Den ligger fortfarande mitt i centrala Addis Abeba. Stationen invigdes 3 december 1929 och blev därmed landets första järnvägsstation. Järnvägsstationen besöktes av drygt 85 000 resenärer varje dag.
Under 2008 stängdes stationen då tåglinjen mellan Dire Dawa och Addis Abeba övergavs. Därefter planerade den etiopiska regeringen att helt bygga om stationen, men avsåg ändå att behålla passagerarbyggnaden.
År 2016 blev den etiopiska huvudstaden återigen betjänad av tåg, tack vare den nya Addis Abeba-Djiboutibanan. Den linjen drogs dock inte via centralstationen mitt i staden utan sydväst om staden vid Feri-Labu järnvägsstation, nära staden Alem Gena.